# Josef Sedlačík
Josef Sedlačík (7. února 1920 – ???) byl český a československý politik Komunistické strany Československa a poúnorový poslanec Národního shromáždění ČSR.

## Biografie
Ve volbách roku 1954 byl zvolen za KSČ do Národního shromáždění ve volebním obvodu Znojmo-Mikulov. V Národním shromáždění zasedal až do konce jeho funkčního období, tedy do voleb v roce 1960.
K roku 1954 se profesně uvádí jako předseda JZD v obci Čejkovice. Ve stejné funkci působil i k roku 1956, kdy byl řečníkem na oslavách 1. máje v obci Mikulovice (obecní kronika: „Ocenil úspěchy našeho budování, které se projevují v snížení cen u nás a odsoudil činnost západních imperialistů“).